# Destelbergen

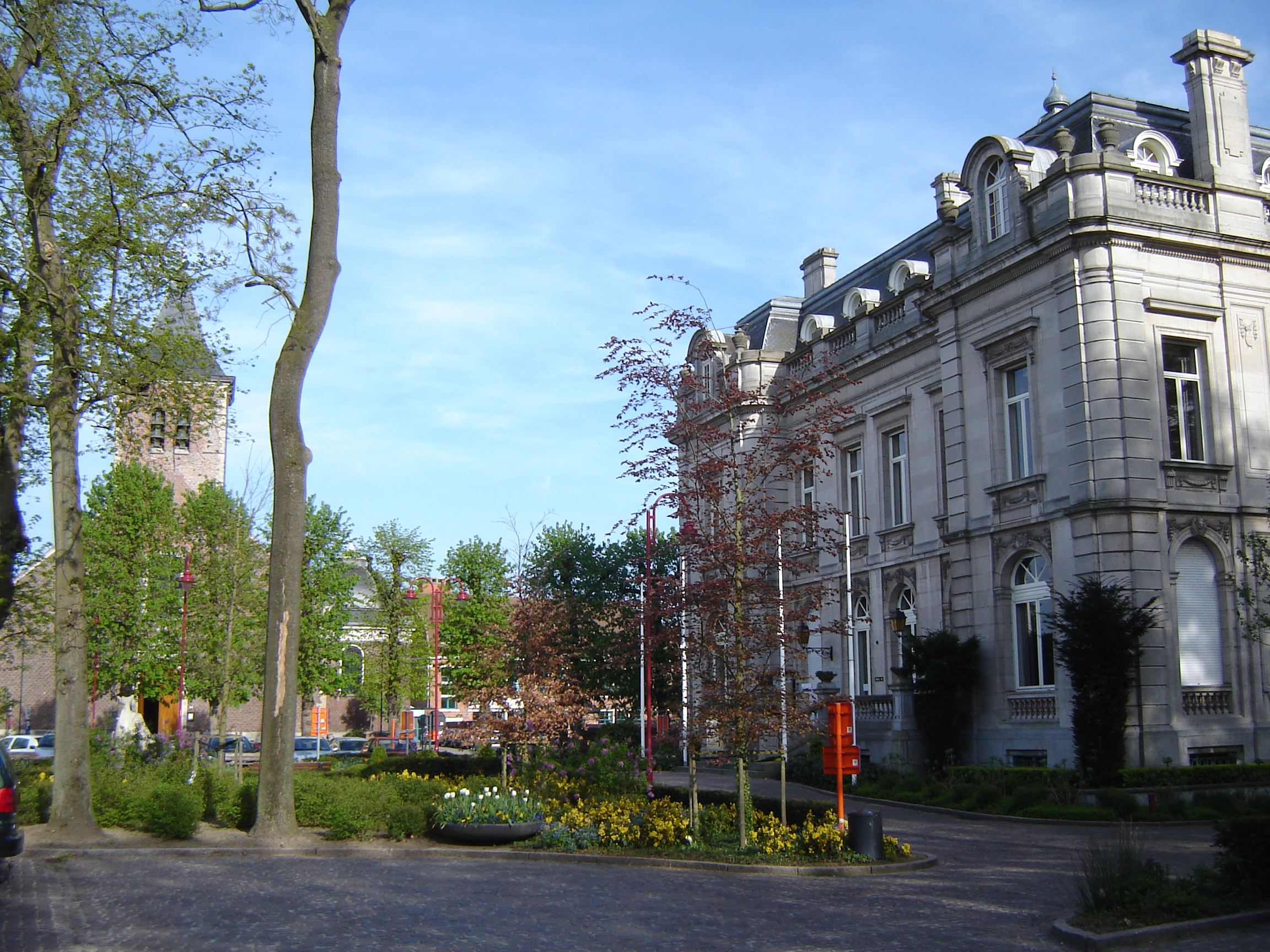
Centrum, met kerk en gemeentehuis.

Destelbergen is een plaats en gemeente in de Belgische provincie Oost-Vlaanderen. De gemeente telt iets meer dan 19.000 inwoners, die Destelbergenaars worden genoemd. De residentiële gemeente ligt net ten oosten van de stad Gent; ten zuiden van Destelbergen ligt de dichtgeslibde bedding van de Zeeschelde.

## Geschiedenis
Destelbergen was reeds lang voor onze tijdrekening bewoond. Archeologische opgravingen tonen bewoning aan sinds het mesolithicum (ca. 10.000 tot ca. 5.000 v. Chr.). Ook het toponiem Destelbergen gaat reeds ver in de tijd terug. De vroegere gemeentenaam "Thesle" verwijst naar de inmiddels grotendeels genivelleerde zandheuvels in het centrum van de gemeente. Overigens, ook het tweede deel van de gemeentenaam "-bergen" verwijst hiernaar.
In 962 werd Destelbergen aan de Sint-Pietersabdij van Gent geschonken door Wichman IV, graaf van Hamaland. Tot het einde van het ancien régime zou de heerlijkheid in handen van de abdij blijven. De abdij bezat in de gemeente trouwens naast een aantal grote landbouwuitbatingen ook belangrijke leengoederen. Deze sites groeiden uit tot kastelen of buitenplaatsen waarvan men er nu nog een aantal kan terugvinden. De nabijheid van Gent zorgde ervoor dat de gemeente veel moeilijkheden kende tijdens de godsdiensttroebelen en de oorlogen met Lodewijk XIV. Zo werd de gemeente tussen 1675 en 1677 driemaal geplunderd.
In de middeleeuwen was de turfwinning aan de Schelde tamelijk belangrijk. De 19de eeuw daarentegen werd gekenmerkt door de opkomst van enige nijverheid zoals steenbakkerijen, olieslagerijen enz.
Ook in Heusden, een deelgemeente van Destelbergen, zijn sporen van prehistorische bewoning aangetroffen. De oudste vermelding van Heusden treft men in de 11de eeuw aan, wanneer abt Othejbold in een document noteert dat Heusden voor de invasie van de Noormannen aan de Sint-Baafsabdij zou hebben toebehoord. Nadien kwam de gemeente echter in handen van de heren van Heusden. Ingevolge het huwelijk van Beatrix van Heusden met Zeger III, burggraaf van Gent, in 1212 werd de zetel van het burggraafschap van Gent overgebracht naar Heusden. Tot het einde van het ancien régime bleef Heusden eigendom van de burggraven van Gent, een titel die door verschillende adellijke geslachten gevoerd werd. In 1247 vestigde de Cisterciënzerinnenabdij van Nieuwenbosch zich te Heusden. Dit klooster kende een grote bloei tot het in 1578 door Beeldenstormers werd vernield waarna de zusters zich in Gent gingen vestigen. Doordat Heusden in deze periode deel uitmaakte van de verdedigingsgordel rond Gent, werd de gemeente eveneens verschillende malen geplunderd. Vanaf de 19de eeuw duikt ook hier de industrialisatie op.
In 1794 was Destelbergen 1922 hectare groot en telde slechts 2250 inwoners. In 1801 woonden er 2454 zielen en op 31 december 1862 werden er 5200 inwoners opgetekend.

## Geografie

### Kernen
De gemeente Destelbergen bestond uit de wijken Panhuis, Achtendries, Klein Gent, Kleinen Hoenderhoek, Sint-Pietershof, het Veldeken, de Visschershoek, de Schijtershoek, de Molenhoek, het Gouden Hand, het Peerdeken, de Hoogstraat, het Haanhout, Toleinde, Blauwhof en Eenbeekeinde, die aansluit op de verstedelijking van Sint-Amandsberg en Gent. De wijk Beervelde werd in 1809 een afzonderlijke parochie en pas in 1921 een afzonderlijke gemeente.
Ruim vijftig jaar later, op 1 januari 1977, werden Destelbergen en Heusden, ten zuiden van Destelbergen-centrum, samengevoegd waardoor de gemeente nu een oppervlakte van ruim 2.500 hectare beslaat. De laatste jaren is de gemeente geëvolueerd tot een woongemeente, al bleef het landelijk karakter, mede door de aanwezigheid van de vele kasteelparken, nog in grote mate bewaard.
Destelbergen raakt in het westen aan Gent. De grens met Melle en Gent wordt gevormd door de gedeeltelijk dichtgeslibde bedding van de Zeeschelde.

### Kaart

Destelbergen

### Deelgemeenten
|   | Naam             | Opp. (km²) | Inwoners (2020) | Inwoners per km² | NIS-code |
| - | ---------------- | ---------- | --------------- | ---------------- | -------- |
| 1 | Destelbergen (I) | 12,58      | 9.849           | 783              | 44013A   |
| 2 | Heusden (II)     | 14,13      | 8.669           | 613              | 44013B   |

De gemeente Destelbergen grenst aan volgende (deel)gemeenten:
- a. Lochristi
- b. Beervelde (Lochristi)
- c. Laarne
- d. Wetteren
- e. Melle
- f. Gentbrugge (Gent)
- g. Sint-Amandsberg (Gent)
- h. Oostakker (Gent)

## Bezienswaardigheden
- Bergenkruis
- De Onze-Lieve-Vrouw-ter-Sneeuwkerk
- De Pius X-kerk
- De gemeente telt diverse residentiële kastelen waaronder kasteel Te Lande, kasteel Walbos, kasteel Fallon-de Keyser, kasteel Ter Burcht, kasteel Ter Meeren, Kasteel Ter Ramen, Kasteel Morel de Westgaver, kasteel Crabbenburg, kasteel Ter Lede, kasteel Succa, Kasteel Walbos en kasteel Notax. Een gebied, met enkele kastelen en bijhorende hoeves, dreven en waterpartijen is als dorpsgezicht beschermd.
- De Gallische hoeve, een archeologisch museum.
- Het domein Van Acker, met daarop een kasteel dat nu als gemeentehuis dienstdoet.
- De Molen Auman

## Galerij

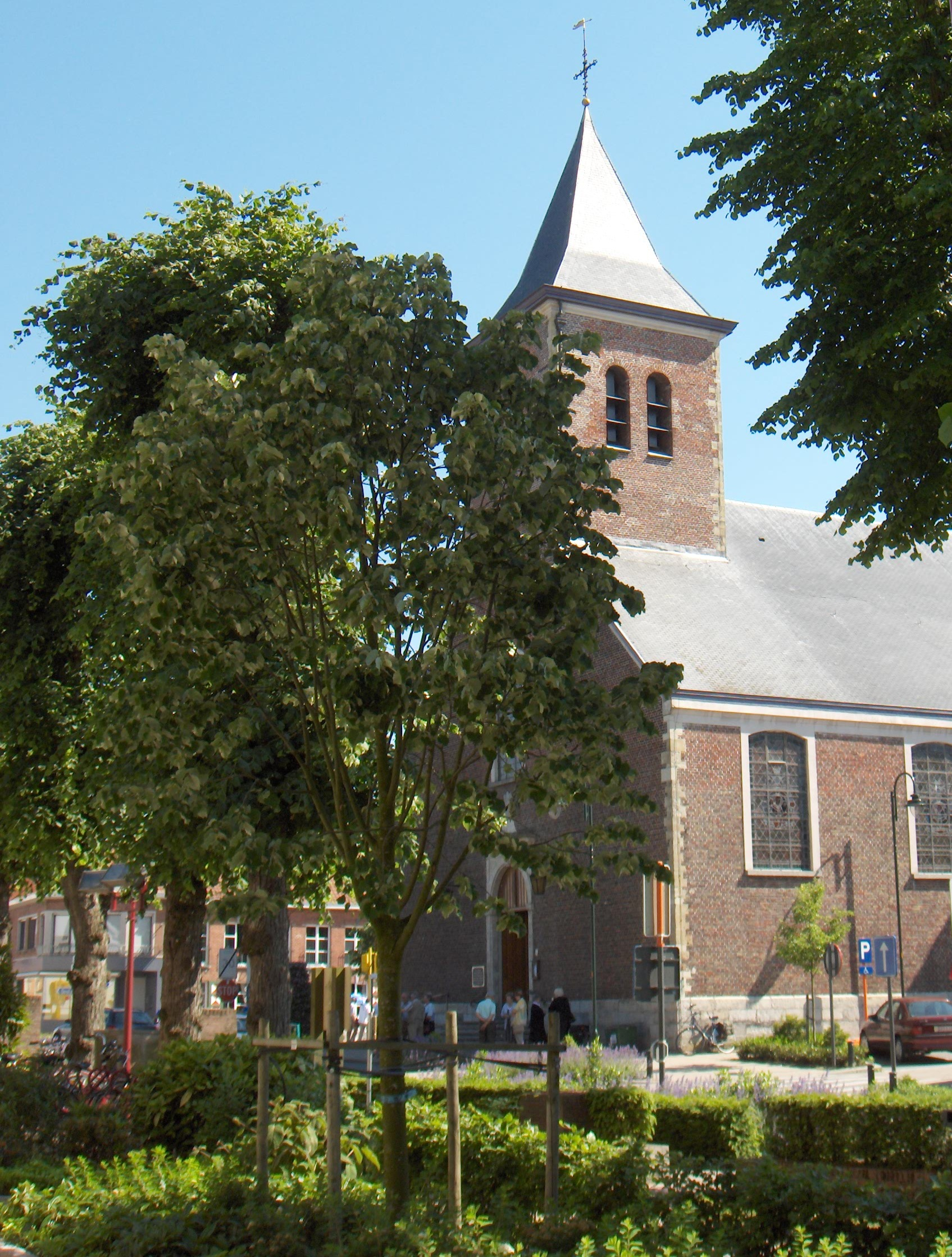
De Onze-Lieve-Vrouw-ter-Sneeuwkerk te Destelbergen
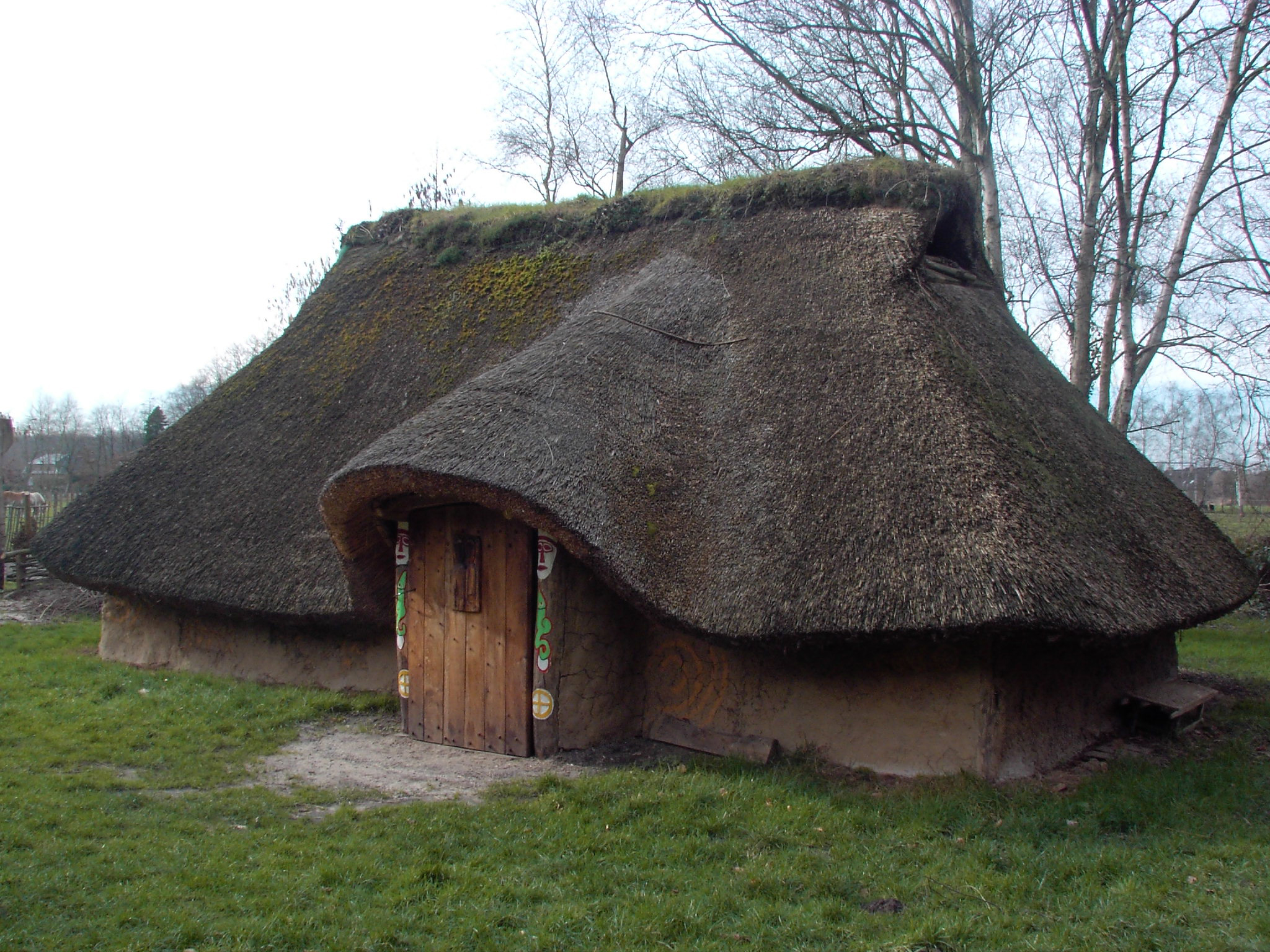
De Gallische Hoeve
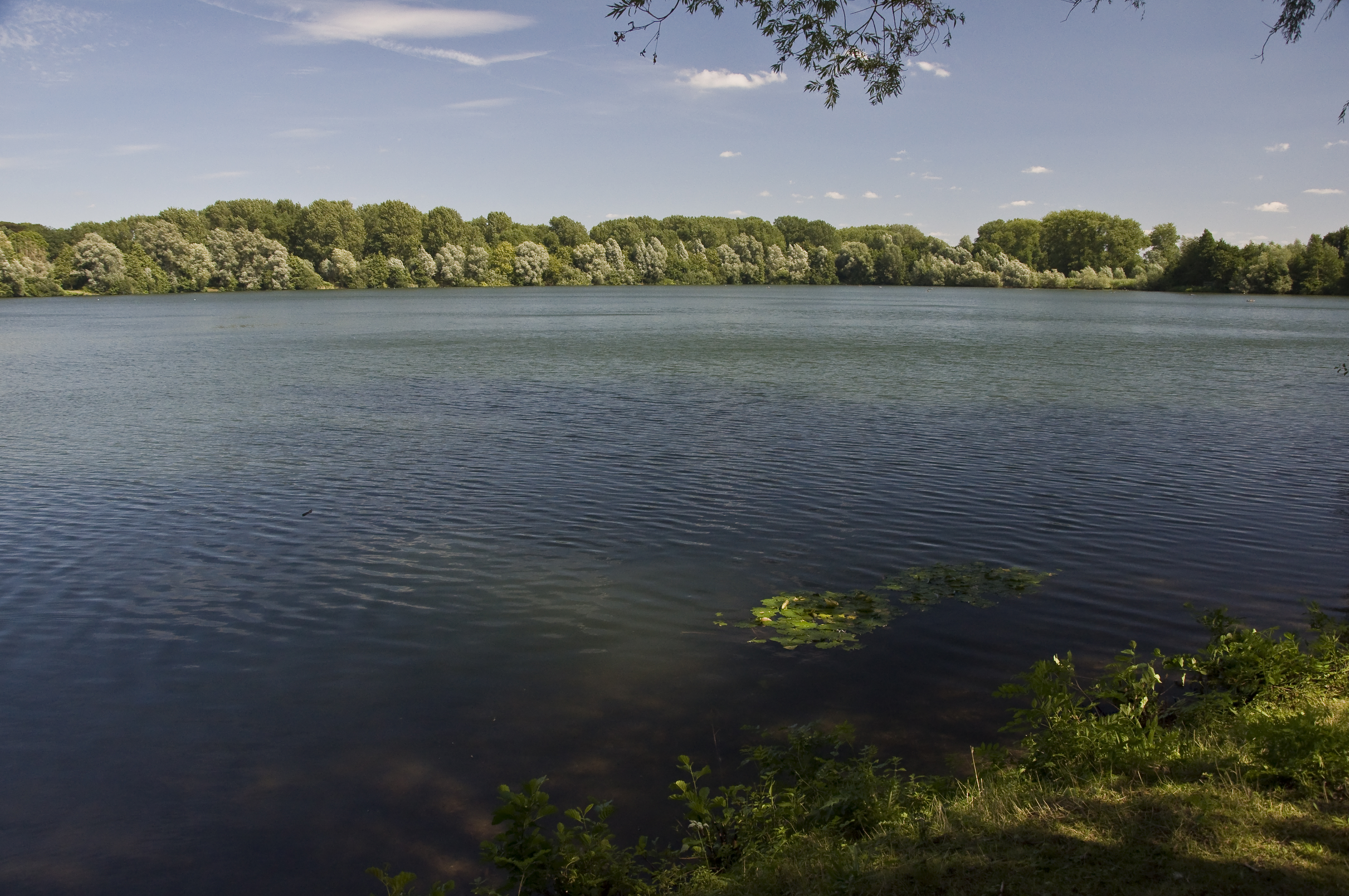
Damvalleimeer
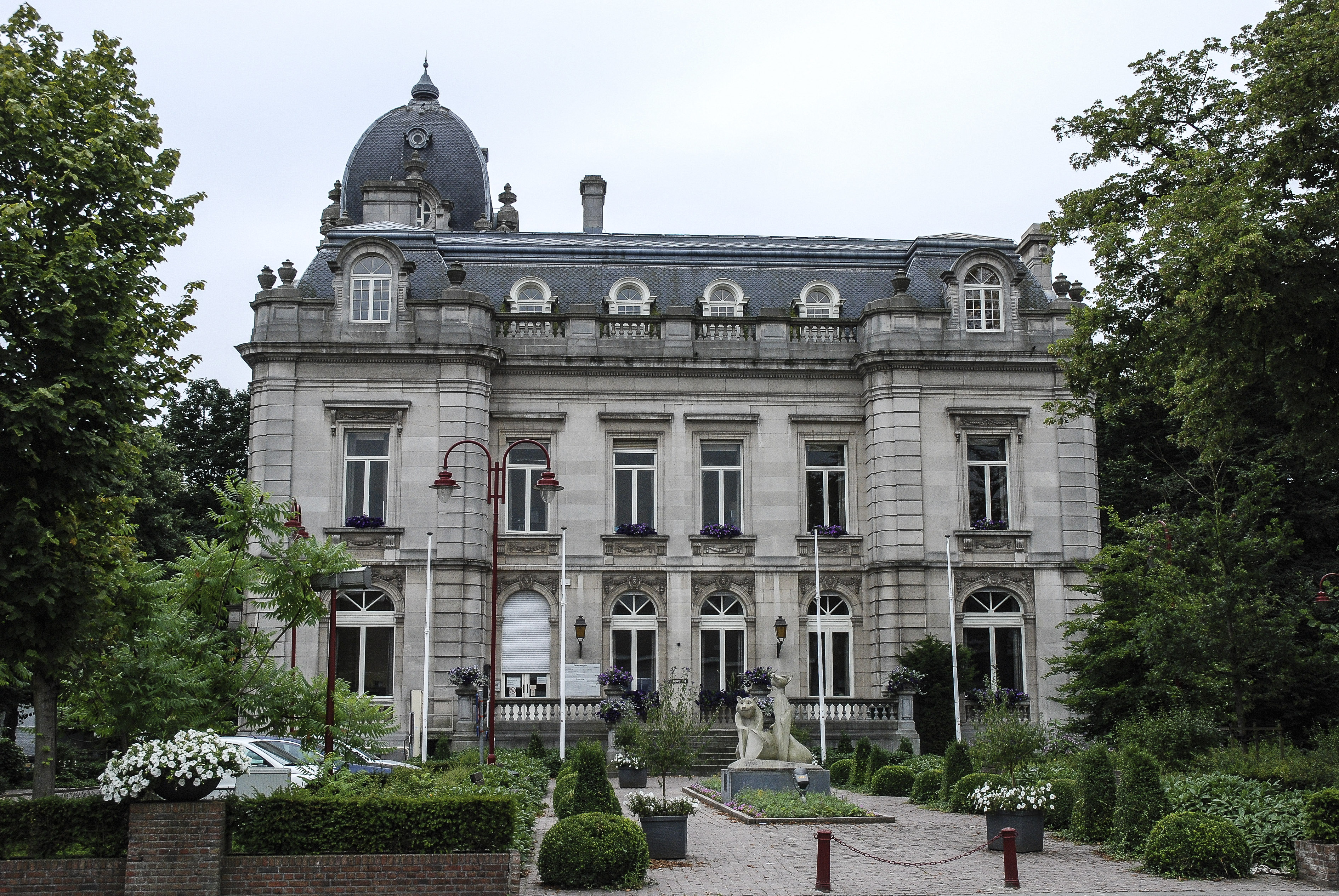
Gemeentehuis (voormalig kasteeldomein Van Acker)

## Natuur en landschap
Destelbergen ligt aan de oostrand van de Gentse agglomeratie. Het ligt ten noorden van de Schelde en de bodem bestaat uit zand, leem en klei. Het wordt doorsneden door een spoorlijn en ligt binnen de rondweg R4 om Gent. Het belangrijkste natuurgebied is de Damvallei.

## Demografie

### Demografische ontwikkeling voor de fusie
- Bron:NIS - Opm:1831 t/m 1970=volkstellingen op 31 december; 1921= inwonertal op 31 december;1976= inwoneraantal per 31 december
- 1921: afstand van een gebiedsdeel voor de oprichting van de gemeente Beervelde (−6,70 km² met 1300 inwoners)

### Demografische ontwikkeling van de fusiegemeente
Alle historische gegevens hebben betrekking op de huidige gemeente, inclusief deelgemeenten, zoals ontstaan na de fusie van 1 januari 1977.
- Bronnen:NIS, Opm:1831 tot en met 1981=volkstellingen; 1990 en later= inwonertal op 1 januari

| Inwoners van jaar tot jaar op 1 januari 1992 tot heden | Inwoners van jaar tot jaar op 1 januari 1992 tot heden | Inwoners van jaar tot jaar op 1 januari 1992 tot heden |
| jaar                                                   | Aantal                                                 | Evolutie: 1992=index 100                               |
| ------------------------------------------------------ | ------------------------------------------------------ | ------------------------------------------------------ |
| 1992                                                   | 17.017                                                 | 100,0                                                  |
| 1993                                                   | 17.050                                                 | 100,2                                                  |
| 1994                                                   | 17.175                                                 | 100,9                                                  |
| 1995                                                   | 17.248                                                 | 101,4                                                  |
| 1996                                                   | 17.345                                                 | 101,9                                                  |
| 1997                                                   | 17.327                                                 | 101,8                                                  |
| 1998                                                   | 17.300                                                 | 101,7                                                  |
| 1999                                                   | 17.234                                                 | 101,3                                                  |
| 2000                                                   | 17.172                                                 | 100,9                                                  |
| 2001                                                   | 17.166                                                 | 100,9                                                  |
| 2002                                                   | 17.164                                                 | 100,9                                                  |
| 2003                                                   | 17.061                                                 | 100,3                                                  |
| 2004                                                   | 16.979                                                 | 99,8                                                   |
| 2005                                                   | 17.109                                                 | 100,5                                                  |
| 2006                                                   | 17.172                                                 | 100,9                                                  |
| 2007                                                   | 17.239                                                 | 101,3                                                  |
| 2008                                                   | 17.458                                                 | 102,6                                                  |
| 2009                                                   | 17.510                                                 | 102,9                                                  |
| 2010                                                   | 17.671                                                 | 103,8                                                  |
| 2011                                                   | 17.636                                                 | 103,6                                                  |
| 2012                                                   | 17.685                                                 | 103,9                                                  |
| 2013                                                   | 17.772                                                 | 104,4                                                  |
| 2014                                                   | 17.799                                                 | 104,6                                                  |
| 2015                                                   | 17.834                                                 | 104,8                                                  |
| 2016                                                   | 17.867                                                 | 105,0                                                  |
| 2017                                                   | 17.982                                                 | 105,7                                                  |
| 2018                                                   | 18.026                                                 | 105,9                                                  |
| 2019                                                   | 18.271                                                 | 107,4                                                  |
| 2020                                                   | 18.528                                                 | 108,9                                                  |
| 2021                                                   | 18.683                                                 | 109,8                                                  |
| 2022                                                   | 18.856                                                 | 110,8                                                  |
| 2023                                                   | 19.097                                                 | 112,2                                                  |
| 2024                                                   | 19.110                                                 | 112,3                                                  |
| 2025                                                   | 19.088                                                 | 112,2                                                  |

## Politiek

### Geschiedenis

#### (Voormalige) Burgemeesters
- ...-1859 : Franciscus Heynderyckx
- 1861-1868 : Eduardus Van Hoecke
- 1869-1875 : Arthus Haeck
- 1875-1888 : Franciscus Heynderyckx
- 1888-1895 : Ernest Mastraeten
- 1900-1924 : Theophilus Libbrecht
- 1924-1938 : Camillus Meirson
- 1939-1941 : Jacques Cardon de Lichtbuer
- 1945-1976 : Alphonse Williame
- 1977-1982 : Jean van Tieghem de Ten Berghe
- 1983-1989 : Guy De Smet
- 1989-1994 : Roger Gijselinck
- 1995-2018 : Marc De Pauw
- 2019-heden : Elsie Sierens

#### Legislatuur 2013-2018
Burgemeester blijft Marc De Pauw (Open-VLD). Hij leidt een coalitie bestaande uit Open Vld en CD&V. Samen vormden ze een meerderheid met 14 op 25 zetels.

#### Legislatuur 2019-2024
Na de gemeenteraadsverkiezingen van 2018 sloten Open Vld en N-VA een nieuwe coalitie. Samen vormen ze een meerderheid van 14 op 25 zetels. De nieuwe burgemeester wordt Elsie Sierens (open Vld).

#### Legislatuur 2024-2030
Na de gemeenteraadsverkiezingen van 2024 werd de meerderheid van Open Vld en N-VA hernieuwd. Samen beschikken deze partijen over 16 van de 25 zetels in de gemeenteraad. Elsie Sierens (Open Vld) bleef burgemeester.

#### Resultaten gemeenteraadsverkiezingen sinds 1976
| Partij of kartel     | Partij of kartel                                           | 10-10-1976 | 10-10-1976 | 10-10-1982 | 10-10-1982 | 9-10-1988 | 9-10-1988 | 9-10-1994 | 9-10-1994 | 8-10-2000 | 8-10-2000 | 8-10-2006 | 8-10-2006 | 14-10-2012 | 14-10-2012 | 14-10-2018 | 14-10-2018 | 13-10-2024 | 13-10-2024 |
| Stemmen / Zetels     | Stemmen / Zetels                                           | %          | 23         | %          | 25         | %         | 25        | %         | 25        | %         | 25        | %         | 25        | %          | 25         | %          | 25         | %          | 25         |
| -------------------- | ---------------------------------------------------------- | ---------- | ---------- | ---------- | ---------- | --------- | --------- | --------- | --------- | --------- | --------- | --------- | --------- | ---------- | ---------- | ---------- | ---------- | ---------- | ---------- |
|                      | SP1/ SamenAndersA/ sp.a2/ sp.a-GroenB/ Vooruit3            | 10,781     | 2          | 12,521     | 3          | 18,791    | 5         | 15,811    | 4         | 10,71     | 2         | 12,4A     | 2         | 10,72      | 2          | 19,9B      | 5          | 8,0C       | 1          |
|                      | AGALEV1/ SamenAndersA/ Groen2/ sp.a-GroenB/ Vooruit-GroenC | -          |            | 6,931      | 1          | 6,671     | 1         | 8,061     | 1         | 8,111     | 1         | 12,4A     | 2         | 8,62       | 1          | 19,9B      | 5          | 11,12      | 2          |
|                      | CVP1/ CD&V2/ CD&V, 9070 sterker3                           | 46,271     | 12         | 33,951     | 9          | 28,321    | 8         | 30,451    | 9         | 24,451    | 7         | 31,42     | 9         | 20,42      | 6          | 21,72      | 5          | 22,23      | 6          |
|                      | PVVCL1/ PVV2/ VLD3/ Open Vld4                              | 26,751     | 6          | 27,391     | 7          | 28,862    | 8         | 33,73     | 10        | 37,483    | 11        | 32,93     | 9         | 28,84      | 8          | 28,34      | 8          | 30,24      | 9          |
|                      | VU1/ VU&ID2/ N-VA3                                         | 16,211     | 3          | 19,211     | 5          | 11,041    | 2         | 5,981     | 0         | 8,932     | 2         | 9,53      | 2         | 26,33      | 8          | 23,33      | 6          | 23,03      | 7          |
|                      | Vlaams Blok1/ Vlaams Belang2                               | -          |            | -          |            | -         |           | 61        | 1         | 10,331    | 2         | 13,82     | 3         | 5,22       | 0          | 6,82       | 1          | 5,62       | 0          |
|                      | GBL                                                        | -          |            | -          |            | 6,32      | 1         | -         |           | -         |           | -         |           | -          |            | -          |            | -          |            |
| Totaal stemmen       | Totaal stemmen                                             | 10322      | 10322      | 11477      | 11477      | 12057     | 12057     | 12610     | 12610     | 12745     | 12745     | 12997     | 12997     | 13136      | 13136      | 13509      | 13509      | 10131      | 10131      |
| Opkomst %            | Opkomst %                                                  |            |            |            |            | 95,31     | 95,31     | 94,51     | 94,51     | 94,11     | 94,11     | 95,37     | 95,37     | 93,48      | 93,48      | 95,1       | 95,1       | 69,0       | 69,0       |
| Blanco en ongeldig % | Blanco en ongeldig %                                       | 3,88       | 3,88       | 3,67       | 3,67       | 2,8       | 2,8       | 3,28      | 3,28      | 2,85      | 2,85      | 2,75      | 2,75      | 2,80       | 2,80       | 3,4        | 3,4        | 1,0        | 1,0        |

De zetels van de gevormde meerderheid staan vetjes afgedrukt. De grootste partij is in kleur.

De rode cijfers naast de gegevens duiden aan onder welke naam de partijen telkens bij een verkiezing opkwamen.

### Cultuur
De voormalige nachtclub Boccaccio.

## Sport
- Voetbalclubs FC Destelbergen en KFC Heusden zijn aangesloten bij de KBVB en actief in de provinciale reeksen. In 2024 had een fusie plaats nu KFV Hedes.
- Tennisclub Racso is een van de grootste clubs in België.
- Turnclub Athena.
- Er zijn ook tal van wielerclubs.

## Nabijgelegen kernen
Laarne, Sint-Amandsberg, Gentbrugge, Heusden, Oostakker, Lochristi, Melle, Wetteren